# Ivan Hostaša
Ivan Hostaša (2. ledna 1948, Dvorce – 15. prosince 2007, Plzeň) byl český výtvarník, sochař-keramik, básník, bluesman, zakladatel Společnosti George Ohra.

## Život
Narodil se ve Dvorcích na Moravě, vystudoval Střední průmyslovou školu keramickou v Karlových Varech, od roku 1970 pracoval v Chlumčanských keramických závodech, od roku 1973 jako technik vývoje, kde se zabýval zejména vývojem glazur a prací s různými keramickými hmotami a technikami tvarování.
Spolupracoval s výtvarníky i sám realizoval díla pro architekturu, od roku 1985 byl členem Českého fondu výtvarných umění v sekci uměleckých řemesel.
V roce 1990 získal stipendium na tříměsíční pracovní pobyt v European Ceramic Work Center v Heusdenu (Holandsko), který byl zásadní pro jeho pozdější uměleckou kariéru, mimo jiné díky setkání se sochařem Tony Craggem a jeho zásadě podřídit technologii myšlence a ne naopak. Hostaša od roku 1991 pracoval ve Starém Plzenci jako umělec ve svobodném povolání.
Ve svém díle Hostaša využíval zkušeností nabytých během práce na vývoji glazur a keramických hmot, a nadále v této oblasti experimentoval, stejně jako se věnoval konstrukci pecí. To mu umožnilo například vyrobit v jednom kuse tenké keramické reliéfy velkých rozměrů nebo velké plné keramické objekty. Ve druhém případě mu to umožnila kombinace keramické hmoty a kuliček expandovaného jílu – Liaporu (keramzitu).
Využití granulí z liaporu zmiňuje Mgr. Ivan Hostaša (synovec, kunsthistorik a středoškolský učitel) v textu pro katalog restrospektivní výstavy IVAN HOSTAŠA Keramika z období 1991–2007 konané v r. 2018 u příležitosti výročí 70 let od narození a 10 let od úmrtí autora:
"Hostaša se s liaporem velmi rychle sžil a ověřil si na mnoha pokusech jeho fyzikální a mechanické vlastnosti a hranice jeho využití ve výtvarné tvorbě. Mohl tvořit objekty přímo v pecích před pálením, aniž by je musel sušit. Mohutné objekty nemusel komplikovaně řešit, tak aby zůstaly duté kvůli zamezení pnutí. Mohl je nechat plné hmoty. Vytvořil veliké masivní ryby, barevné rybí hřbety se vynořovaly uprostřed galerie z podlahy. Nad nimi kroužil ohromný žlutý pták v záři keramického slunce. Dalším objektem této výstavy byla tzv. „postel nebeská“. „Lože je na vzdušných vírech a matrace jsou proleželé, protože je v tom nebi velký nával.“
Invenci pro díla načerpal na evropském severu: „Byl jsem na štikách na Alandském souostroví, to je mezi Švédskem a Finskem. Byl to tak silný zážitek, že jsem si musel udělat ryby.“ Jednu rybu poslal v roce 2005 na světovou výstavu keramiky do japonského Mina a byl s tímto objektem zařazen do katalogu sta nejlepších keramiků světa."

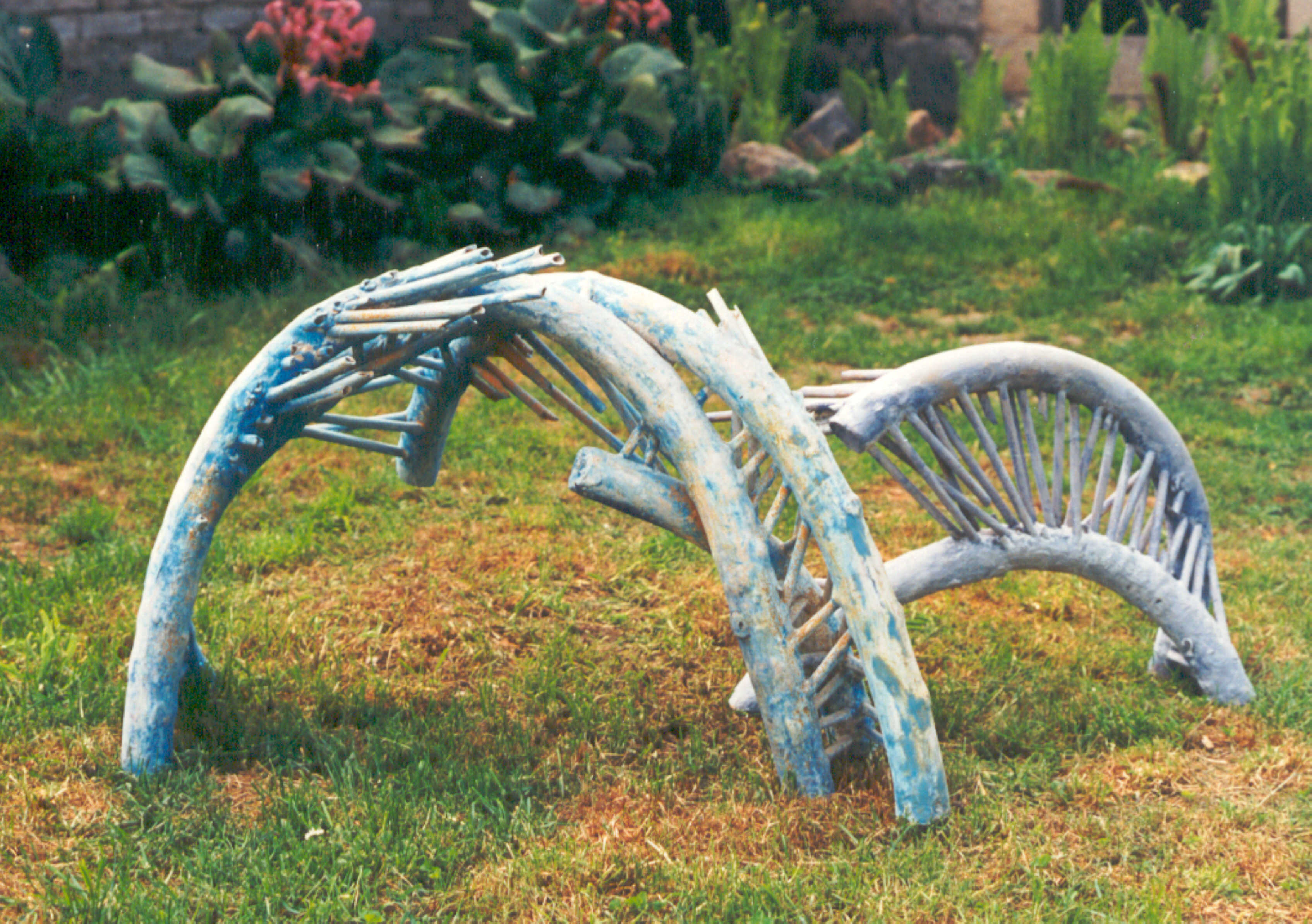
Keramická plastika Bridge over Troubled Waters, autor Ivan Hostaša

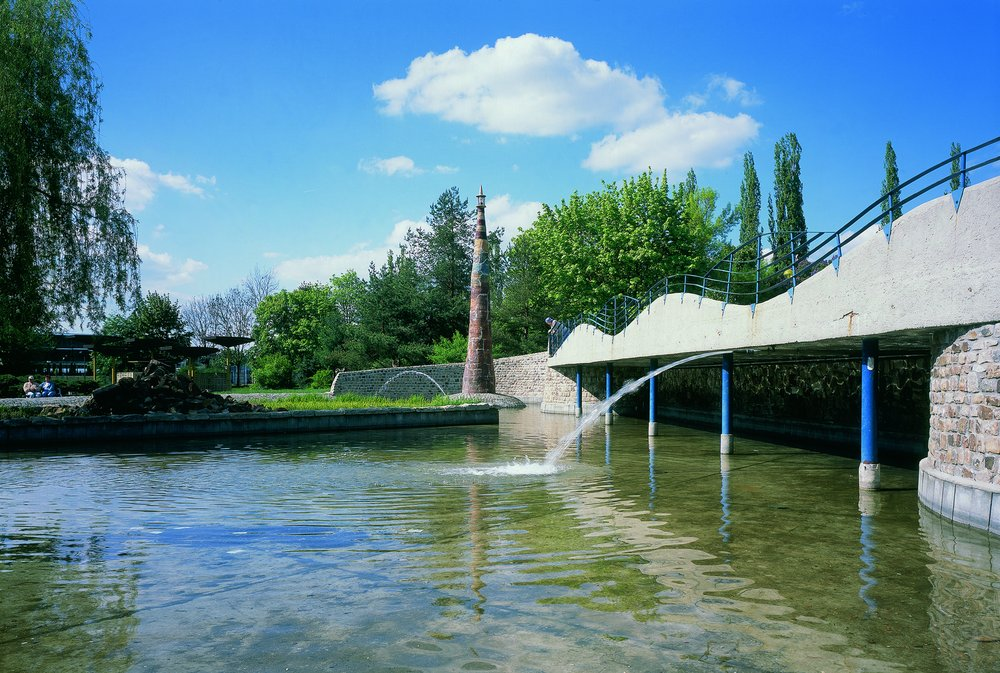
Keramický maják ve Chvojkových lomech v Plzni

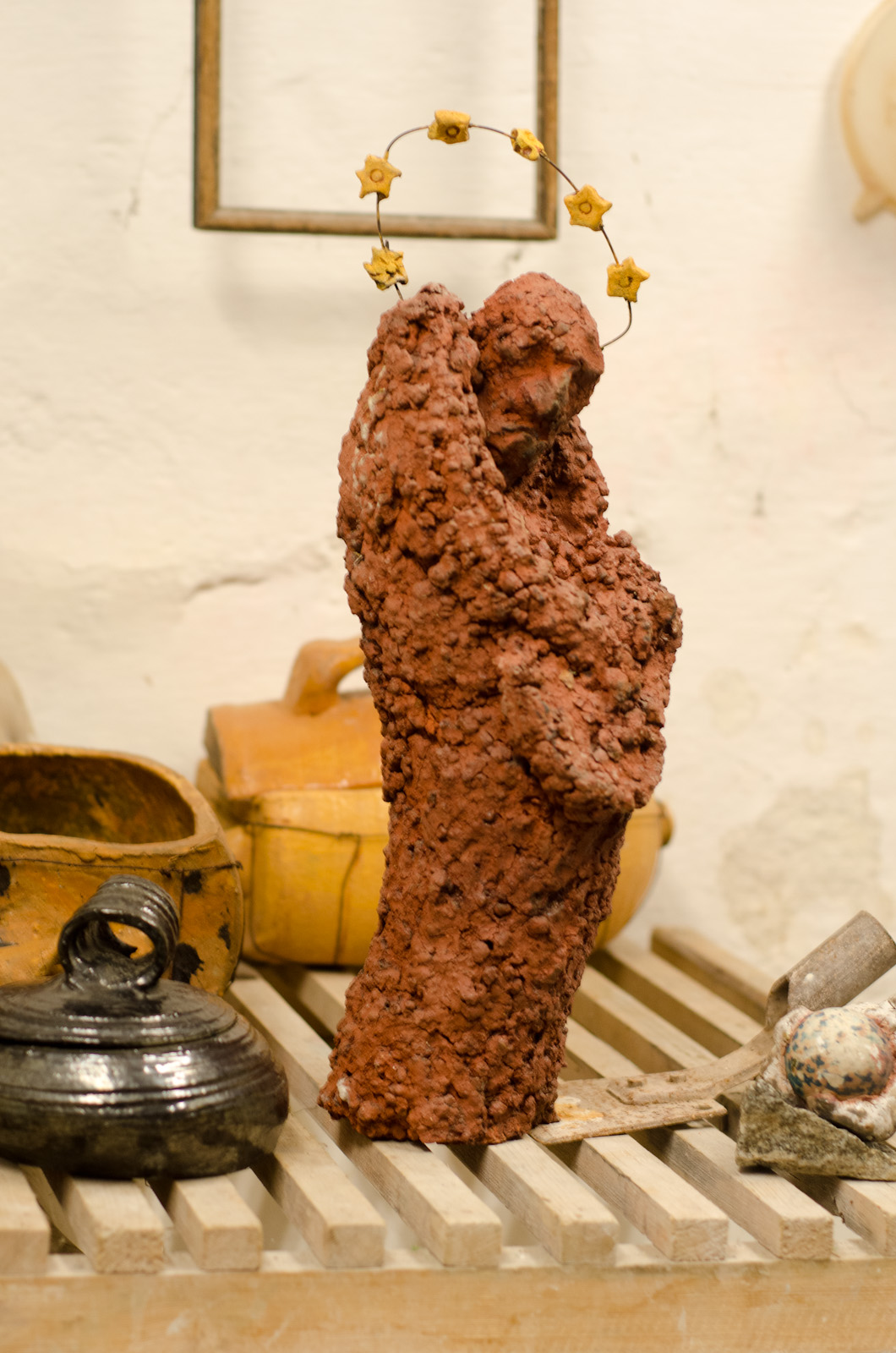
Stan the Man, autor Ivan Hostaša

Hostaša často spolupracoval s mladými umělci a později s několika založil v Plzni Společnost George Ohra, jejíž název inspiroval "bláznivý hrnčíř z Biloxi" Geroge Ohr. Hostaša organizoval či spolupořádal řadu happeningů jak v podobě keramických symposií a workshopů, vaření středověkých jídel ve vlastnoručně vyrobeném keramickém nádobí (replikách středověkých artefaktů, které dodával i do expozic v ČR a zahraničí), nebo překonávaní rekordů, např. vytočení nejvyššího keramického objektu na světě (Majáku o výšce 9,71 m) v Plzeňských Chvojkových lomech. Ivan Hostaša se věnoval umění nejen vizuálně, ale byl i velmi dobrým kytaristou, a hudba byla často součástí těchto happeningů, kterých se účastnili i jeho přátelé, mezi jinými hráč na didgeridoo Ondřej Smeykal, geolog a spisovatel Václav Cílek, bubeník Pavel Fajt, nebo básník Ivo Hucl. Odkazy na hudbu jsou i v jeho díle; např. socha Bridge over Troubled Waters inspirovaná písní amerických hudebníků Simona a Garfunkela, nebo socha britského bluesového kytaristy a zpěváka vystupujícího pod jménem Stan the Man.
Od roku 2005 do svého úmrtí v r. 2007 byl předsedou Unie výtvarných umělců plzeňské oblasti. Po Hostašově úmrtí zorganizovali členové Keramické společnosti George Ohra spolu s přáteli výstavu s názvem Nesersestím, vystihujícím jeho přístup k tvorbě i k životu.

## Výstavy a ocenění

### Výstavy
- 1986 Samostatná výstava, Dílo ČFVU, Plzeň
- 1989 Samostatná výstava, Dílo ČFVU, Plzeň
- 1990 Výstava s P. Jirsou, Zámek Sokolov
- 1990 Samostatná výstava, European Ceramic Work Center, Heusden (Holandsko)
- 1993 Výstava s D. Raunerovou a J. Marešovou, Galerie Jiřího Trnky, Plzeň
- 1995 Václav Benedikt – litografie, Ivan Hostaša – keramické objekty. Muzeum Dr. B. Horáka, Rokycany
- 1995 Ivan Hostaša – keramika, Zdeněk Živný – obrazy. Galerie Jiřího Trnky, Plzeň
- 1996 Maria Maier – obrazy, Ivan Hostaša – keramika. Stop Galery, Plzeň
- 1997 Samostatná výstava, Galerie U Raka, Český Krumlov
- 2000 Ivan Hostaša – Opojená keramika, Antonín Liška – Fóry. Pivovarské muzeum, Plzeň
- 2000 Jana Zajíčková: Prkýnka, Ivan Hostaša – keramika. Václav Česák – sochy. Plzeňské historické podzemí
- 2002 Miroslav Tázler & Jiří Patera – Obrazy, Ivan Hostaša – Keramika. Galerie Kruh, Znojmo
- 2003 Ivan Hostaša a Dana Raunerová. Galerie ve věži, Planá
- 2003 Ostrov kormoránů – objekty a obrazy Ivana Hostaši. Galerie u Svaté Anny, Plzeň
- 2004 Samostatná výstava. Vlastivědné muzeum Dr. Hostaše, Klatovy
- 2006 Ivan Hostaša, Mantikory a jiné práce. Galerie U Bílého jednorožce, Klatovy
- 2006 Olbram Zoubek, Ivan Hostaša, Sochy do barokní niky. Cyklus výstav v jezuitské koleji v Klatovech. Městská knihovna v Klatovech
- 2007 Dny Japonské kultury. Zámek Kozel
- 2008 Nesersestím. Výstava keramiky a keramických objektů Ivana Hostaši. Ateliér G. Ohra / VS UVU Plzeň
- 2009 Anna Klimešová, Dalibor Worm, Ivan Hostaša. Mezinárodní muzeum keramiky Alšova Jihočeská Galerie, Bechyně
- 2018 Ivan Hostaša: Keramika z období 1991–2007. Pivovarské muzeum, Plzeň

### Skupinové výstavy
- 1985 Skupinová výstava, zámek Ostrov n. Ohří
- 1986 Česká keramika – skupinová výstava. Bad Homburg (SRN)
- 90. léta a 2005 International ceramics festival Mino. (Japonsko)
- 2003 Bilance 2003. Západočeská galerie v Plzni (členská výstava UVU Plzeňské oblasti)
- 2005 Výstava členů UVU plzeňské oblasti. Weiden (SRN)
- 2006 Výstava Společnosti George Ohra. Stará radnice, Ostrov
- 2006 CZECH.ÁRNY IV. Výstava současného umění. Galerie Jiřího Trnky, Plzeň
- 2006 X + X 2006. Deset + deset nejzajímavějších výtvarníků Horní Falce a Plzeňského kraje z pohledu kurátorů Marcela Fišera a Reinera R. Schmidta. Galerie U Bílého jednorožce v Klatovech, Galerie Klatovy / Klenová
- 2006 Sochaři 2006. VS Masné Krámy, Západočeská galerie v Plzni
- 2006/2007 Zření. Miroslav Tázler a meditativně–lyrické tendence v plzeňské tvorbě. Galerie Města Plzně
- 2010 Byli s námi... Galerie Jiřího Trnky, Plzeň (Výstava 20 let UVU plzeňské oblasti)[10]
- 2017/2018 ARTCERAMICS 17. International Museum of Ceramics Weiden (SRN)[11]

### Realizace v architektuře
- Slunce – mozaika na ZŠ ve Valticích (70. léta)
- Nástěnné mozaiky pro Základní školu v Aši (70. léta)
- Plastická stěna v krematoriu ve Velkém Meziříčí
- Replika historické románské dlažby pro rotundu sv. Petra a Pavla ve Starém Plzenci (1975)
- Keramická stěna ve vstupním vestibulu masokombinátu v Klatovech (1973–1976)[12]
- Dekorační obklad stěny v hale nádraží v Chlumčanech (kolem roku 1980)
- Pamětní deska Hasičského sboru v Horšovském Týně, ve spolupráci s Ivanem Tichým
- Replika keramického fasádního obkladu Wenkeova domu v Jaroměři od arch. J. Gočára (1987–1988)
- Fontána na dvoře Konzervatoře Plzeň (1995)
- Maják v Plzni v Chvojkových lomech (1996)
- Pamětní deska kronikáře Martina Hrušky, Starý Plzenec (2005)

## Umělecká ocenění
V roce 2005 byl Hostaša vyzván k účasti v mezinárodní soutěži 7th International Ceramics Competition ve městě Mino v Japonsku, kde získal čestné uznání (Honorable Mention Presented for outstanding achievement) a jeho plastika s názvem Fish byla zařazena do katalogu výstavy. 
Ivan Hostaša se pravidelně účastnil keramických trhů v Berouně, a v r. 2000 zde získal ocenění Zlatá brána a v r. 2006 byl jeden ze tří vítězů v kategorii Zahradní keramika.